# Heinrich Beyerlein
Heinrich Beyerlein (* 14. Juli 1927; † 12. Juni 2021) war ein deutscher Fußballspieler. Der Defensivspieler hat für den SSV Jahn Regensburg in der damals erstklassigen Fußball-Oberliga Süd von 1953 bis 1961 insgesamt 154 Ligaspiele (3 Tore) absolviert. Beyerlein ist damit der Rekordspieler von Jahn Regensburg in der Oberliga Süd. Er stieg mit den Rot-Weißen aus der Oberpfalz zweimal (1953 und 1960) auf, aber auch zweimal in den Jahren 1958 und 1961 in die 2. Liga Süd ab.

## Karriere
In der Saison 1950/51 machte der Abwehrspieler in der 1. Amateurliga Bayern bei der SpVgg Weiden mit seinen Leistungen im Kampf um den Klassenerhalt, auf sich aufmerksam. Zur Saison 1951/52 unterschrieb er einen Vertrag bei Jahn Regensburg und spielte ab dieser Runde in der 2. Liga Süd. In seiner ersten Runde bei Jahn Regensburg erlebte Beyerlein den Trainerwechsel von Georg Schuller hin zu dem österreichischen Ex-Nationalstürmer Franz Binder. Am Rundenende belegte der SSV mit 35:31 Punkten den 8. Rang. Die Saison beendeten die Mannen um Mittelläufer Beyerlein am 27. April 1952 mit einem 2:0-Auswärtserfolg beim VfR Aalen. Am Rundenende trotzten sie dem Oberligisten 1. FC Nürnberg in einem Freundschaftsspiel am 15. Juni 1952 ein beachtliches 3:3 ab. Rückhalt der Defensive war die Läuferreihe mit Schamriß, Beyerlein und Popp vor Torhüter Niemann. Im Kicker wurde dazu festgehalten: „Die Jahn-Elf, die nunmehr seit Februar 1952 unter der Betreuung von Franz Binder 20 Spiele hintereinander ungeschlagen blieb, ...“.
Im zweiten Jahr, 1952/53, gelang der Meisterschaftserfolg und die Rückkehr in die Oberliga Süd. In der 18er-Liga hatten sich Beyerlein und Kollegen (Josef Hubeny, Georg Gehring, Alfred Popp) vor Vizemeister Hessen Kassel durchgesetzt. Maßgeblich trugen dazu neben der Defensivleistung auch die 24 Tore des 31-jährigen Jahn-Torjägers Hubeny bei, der sich damit auch die Torjägerkrone in der 2. Liga Süd sichern konnte. Am 17. November schlug Regensburg im Heimspiel vor 14.000 Zuschauern den späteren Vizemeister Hessen Kassel mit 3:0 und führte danach mit 16:6 Punkten die Tabelle an. Beyerlein trat wie gewohnt als Abwehrchef in der Mittelläuferrolle im WM-System an und der linke Außenläufer Alfred Popp wurde für das 500. Spiel in der 1. Mannschaft des Jahn geehrt. Mit einem 0:0-Remis beim ASV Cham beendeten Beyerlein und Kollegen am 10. Mai 1953 die Runde. Meisterschaftskonkurrent Kassel verlor das letzte Heimspiel mit 1:2 gegen den TSV Straubing und somit wurde Regensburg mit zwei Punkten Vorsprung Meister.
Als Aufsteiger erreichte Regensburg 1953/54 mit 33:27 Punkten den 6. Rang und Beyerlein hatte seine Defensivqualitäten auch in der Oberliga unter Beweis gestellt. Mit lediglich 42 Treffern erspielte sich der Aufsteiger den 6. Rang, wozu Mittelstürmer Hubeny alleine 15 Tore beigesteuert hatte. Die Abwehr mit Defensivchef Beyerlein sowie den Mitstreitern Oswald Effenhauser, Alfred Popp und Karl Schamriß, Stopper „Heiner“ Beyerlein hatte alle 30 Rundenspiele absolviert, war wesentlicher Bestandteil der überraschend guten Runde gewesen. Der Absteiger Viktoria Aschaffenburg als 16. mit lediglich 19 Pluspunkten erzielte immerhin 44 Treffer. Der Start war mit 0:6 Punkten in den drei Auftaktspielen gegen Waldhof Mannheim (0:5), BC Augsburg (1:2) und Kickers Stuttgart (1:3) schiefgegangen. Bei der 0:3-Heimniederlage am 17. Januar 1954 gegen den 1. FC Nürnberg waren 30.000 Zuschauer im Jahnstadion. Für viel Aufhebens sorgte in der Hinrunde am 4. Oktober 1953 das Spiel beim Karlsruher SC: 20 Minuten vor Schluss führten die Regensburger 3:1, als Jahn-Mittelstürmer Hubeny bei einem Eckball gegen das Tor der Gastgeber rannte, das krachend zusammenbrach. Da das Tor nicht wieder regelgerecht aufgestellt werden konnte, wurde das Spiel vom Schiedsrichter abgebrochen. In zweiter Instanz wurde das Spiel mit 3:1 für Jahn gewertet. Nach dem 4:1-Heimsieg am 29. November 1953 gegen Mitaufsteiger Hessen Kassel war im Kicker notiert: „Eine überragende Partie lieferte die Jahn-Läuferreihe mit Schamriß, Beyerlein und Popp.“
Das Niveau des Weltmeisterjahres konnten Beyerlein und Kollegen in den nächsten Runden aber nicht mehr wiederholen, es ging in der Tabelle bergab und 1958 stieg der SSV Jahn unter Trainer Béla Sárosi in die 2. Liga Süd ab. Beyerlein trat auch noch im Unterbau der Oberliga Süd an, tat sich aber mit Jahn schwer und belegte 1958/59 lediglich den 7. Rang. Unter Trainer Georg Bayerer und dem Neuzugang Leonhard Nunberger vom FC Bayern München als Ideengeber für das Angriffsspiel, griffen Beyerlein und seine Mannschaftskameraden 1959/60 aber aktiv in das Meisterschaftsrennen ein. Mit 31:3 Heimpunkten wurde die Grundlage zur Vizemeisterschaft und damit zur Rückkehr in die Oberliga Süd gelegt. Mit 37 Gegentoren schnitt die von Beyerlein angeführte Defensive als beste in der 2. Liga Süd ab und war die Grundlage des Erfolges. Mit einem 1:0-Heimerfolg am 22. Mai 1960 gegen den Freiburger FC wurde die Runde beendet.
In die Herausforderung der Oberliga Süd startete Jahn Regensburg 1960/61 mit dem 33-jährigen Abwehrstrategen und den Neulingen Egon Dirrigl, Tibor Kesztyüs und Bernhard Wimber. Die Aufgabe überforderte den Oberligarückkehrer deutlich; in 15 Auswärtsspielen sprang lediglich ein Unentschieden heraus und auch in den Heimspielen glückten lediglich drei doppelte Punktgewinne. Mit 11:49 Punkten stieg Regensburg umgehend wieder in die 2. Liga Süd ab. Beyerlein war nochmals in 28 Ligaspielen (1 Tor) aufgelaufen.
Der beruflich als Werkmeister tätige Beyerlein beendete seine sportliche Laufbahn und lebte zuletzt in einem Seniorenheim in Bad Abbach.